# Tommy Ingemarsson
Tommy Potti Ingemarsson, född 18 september 1980 i Lidköping, Västra Götalands län, alias Potti (eller Pott1 ), är en svensk före detta professionell Counter-Strike-spelare som bland annat startade och spelade i klanen Ninjas in Pyjamas (NiP). Vann pris som världens bästa spelare 2003 och 2004. Blev 2024 invald i Hall Of Fame.

## Karriär
Tommy Ingemarsson började sin Counter-Strike-karriär vid en ålder av 19 år 2000. På den tiden fanns det få Lan-party, de flesta matcher och andra turneringar spelades online. Ingemarsson ville utveckla sin karriär i maj 2000 och bestämde sig för att skapa sitt eget lag, vilket han kallade Ninjas in Pyjamas (förkortat " NiP ") för att göra narr av namnen på en del lag som tog det för seriöst.
Under året 2001 förblev NiP obesegrade i LAN och i december vann de världsmästerskapet Cyberathlete Professional League (CPL) 2001 med laget Ninjas in Pyjamas. Efter detta gick han och merparten av de andra medlemmarna i laget med i e-sportsorganisationen SK Gaming och bildade laget SK.Scandinavia, och senare SK.Sweden som blev mycket framgångsrika lag. 
2002 blev Potti anställd i SK Gaming och därmed blev han en av de första pro-gamer i spelet Counter-Strike. Från juli 2003 till januari 2004 vann teamet 42 vinster i rad vid så kallade LAN-party. Laget bestod då av Michael ahl Korduner, Ola element Moum, Christer Fisker Eriksson, Emil Heaton Christensen , Tommy "Potti" Ingemarsson och Abdisamad SpawN Mohammed.
Under denna tid blev Potti för känd som en av de bästa spelarna i världen och populariteten av '"Counter-Strike"-klanen SK Gaming nådde oanade höjder.
I början av 2005 lämnade sju av spelarna SK Gaming och återgick till Ninjas in Pyjamas då spelarna inte fått sin utlovade lön av organisationen SK Gaming.
Efter en kort tid som den "6:e spelaren" och manager över NiP tillkännagav Potti 2006, vid 25 års ålder, att han skulle lämna E-sportscenen.

## Karriär & Priser
Karriär
- 2000-2002: Ninjas in Pyjamas (NiP) (grundare)
- 2002-2004: SK Gaming (SK)
- 2005-2006: Ninjas in Pyjamas (NiP)

Priser
- 2nd Swedish Clanbaseladder (OF) 1999 (Online)
- 1st Swedish Clanbaseladder (NiP) 2000 (Online)
- 1st International clanbaseladder 2000 (Online)
- 1st PC Gamer cup 2000
- 1st CS League 2000
- 4th CPL Cologne 2000
- 1st CPL Dallas Babbage's CPL 2000 (USA)
- 1st The Gathering Norway 2000
- 1st Swedish Clanbaseladder 2000 (Online)
- 1st Dotcom Swedish lan 2000
- 2nd CPL Holland (allstars) 2001
- 1st Remedy Stockholm (NiP) 2001
- 1st CPL London 2001
- 1st CPL Berlin 2001
- 1st CPL World Championship Scandinavian qualifier at Ice cafe in Stockholm 2001
- 1st CPL World Championship Dallas 2001
- 1st Birdie lan in Uppsala Sweden 2002
- 1st Dreamhack (NiP) 2002
- 1st CPL Pentium4 Summer 2002 (Dallas) (SK)
- 1st CB Nations cup 2001
- 1st CB Nations cup 2002
- 1st Friendly tournament in Leipzig, Germany 2002
- 3d Mindtreck CPL qualifier (Finland) 2002
- 3d CPL Winter Championship Dallas 2002
- 1st Norrhack lan 2003
- 1st CPL Cannes (France) 2003
- 3d Clickarena (France) 2003
- 2nd ESWC qualifier (Sweden) 2003
- 1st SEL finals season 3 2003
- 3rd ESWC France 2003
- 1st CPL Summer 2003 (Dallas)
- 1st SEL finals season 4 2003
- 1st WCG pre-qualifier Sweden 2003
- 1st WCG qualifier finals Sweden 2003
- 1st WCG Grand final Korea (Seoul) 2003
- 1st CXG qualifier 2003
- 1st CPL Copenhagen 2003
- 1st CPL Dallas Winter 2003
- 1st WCG pre-qualifier Sweden 2004
- 1st WCG qualifier finals Sweden 2004
- 1st ESWC qualifier finals Sweden 2004
- 2d CPL Dallas Summer Championship 2004
- 4th WCG 2004
- 1st ESWC Swedish qualifer 2005 / CPL Dreamhack (NiP)
- 12th ESWC France 2005
- 1st GameGune International Championship 2005
- 2nd CPL Shefield UK World Tour 2005
- 3d WEG 3 European qualifer 2005
- 4th WEG 3 Korea 2005
- 4t CPL Dallas Winter Championship 2005
- 1st CPL Buenos Aires World Tour 2005